# Валла-валла (племя)
Валла-валла, (англ. Walla Walla; wɒləˈwɒlə) — племя индейцев северо-западного Плато США.
Большинство индейцев племени валла-валла в настоящее время проживают в резервации Конфедерации племён Юматилла совместно с племенами кайюсов и юматилла. Резервация расположена близ Пендлтона в штате Орегон, невдалеке от Голубых гор, её площадь составляет 702 км².

## Первые встречи с европейцами

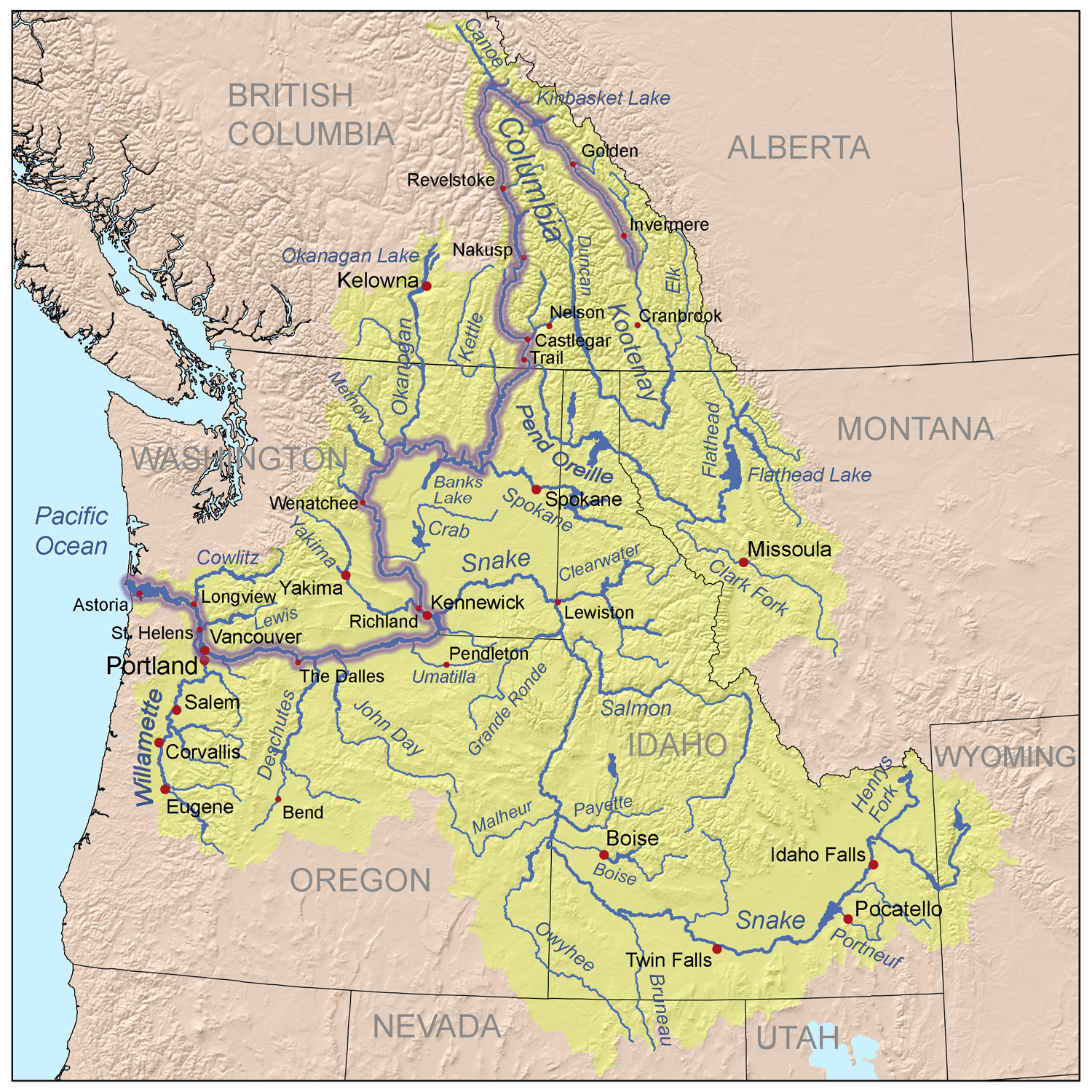
Путешествие Дэвида Томпсона по реке Колумбия в 1811 году. На карте указаны современные административные границы

Язык валла-валла относится к сахаптинским языкам. До прихода белых поселенцев племя традиционно населяло регион Колумбийского плато на северо-западе США вдоль реки Валла-Валла, а также вдоль слияния рек Снейк и Колумбия, где ныне находятся север штата Орегон и юго-восток штата Вашингтон. По культурным характеристикам валла-валла относятся к индейцам Плато.
Племя валла-валла дважды встретилось с экспедицией Льюиса и Кларка — в 1805 году, во время путешествия вниз по реке Колумбия и в 1806 году во время их возвращения вверх по реке. Вождь валла-валла по имени Йеллепит оказал американцам радушный приём. Деревня Йеллепита находилась на реке Колумбия близ устья реки Валла-Валла. Льюис и Кларк гостили у него несколько дней в апреле 1806 года, обменялись подарками и товарами. Йеллепит подарил Кларку белого коня. В обмен вождь захотел медный котёл, но к тому времени американцы уже роздали все свои котлы, поэтому Кларк отдал собственную саблю, некоторое количество пороха и мушкетных пуль. Также в знак мира Льюис и Кларк вручили Йеллепиту медаль мира, на которой был выгравирован портрет Томаса Джефферсона, и небольшой флаг США.
Следующим из европейцев с племенем валла-валла встретился Дэвид Томпсон из канадско-британской Северо-западной компании, прибывший в этот регион в 1811 году. Томпсон установил в месте слияния рек Снейк и Колумбия, примерно в 8 км вверх по течению от селения Йеллепита, столб, и прикрепил к нему табличку с объявлением, что данная территория принадлежит британской короне, и что Северо-западная компания намерена построить здесь торговую факторию. Направившись далее вниз по реке, Томпсон прибыл в селение Йеллепита, где и узнал, увидев флаг и медаль последнего, что на территорию уже заявили претензии американцы.
Ни Льюис с Кларком, ни Томпсон не располагали достаточной силой, чтобы отстоять претензии своих правительств на землю валла-валла. Их действия скорее послужили индейцам напоминанием об активности и амбициях великих держав в данном регионе. Столб и табличка, установленные Томпсоном, предназначались для торговцев Тихоокеанской меховой компании — американского соперника Северо-западной компании. Йеллепит оказал Томпсону дружественный приём, между ними состоялась длительная беседа. Несмотря на дружбу с американцами, Йеллепит благожелательно отнёсся к идее основать вблизи канадскую торговую факторию. Томпсон считал идеальным местом для строительства фактории место слияния рек Снейк и Колумбия. Тем не менее, по ряду причин фактория появилась лишь в 1818 году, и не здесь, а в устье реки Валла-Валла, где был основан Форт-Не-Персе.

## История в XX веке
Конфедерация открыла казино в 1995 г., в результате чего её бюджет увеличился в 7 раз, а безработица сократилась вдвое.

## Валла-валла в западном искусстве
В 1980 году американский композитор Алан Хованесс написал симфонию "Валла-валла, полноводная земля" (Симфония №. 47, для сопрано и оркестра, Op. 348).